# Nataša Krsmanović
Nataša Krsmanović est une joueuse de volley-ball serbe née le 19 juin 1985 à Užice. Elle mesure 1,88 m et joue au poste de centrale. Elle totalise 191 sélections en équipe de Serbie.

## Clubs
| Club                        | De        | À         |
| --------------------------- | --------- | --------- |
| Jedinstvo Uzice             | 2001-2002 | 2003-2004 |
| VBC Voléro Zurich           | 2004-2005 | 2007-2008 |
| Galatasaray Istanbul        | 2008-2009 | 2009-2010 |
| Rabita Bakou                | 2010-2011 | 2014-2015 |
| Beijing Volleyball          | 2015-2016 | 2015-2016 |
| Azzurra Volley San Casciano | jan 2016  | mai 2016  |
| Seramiksan SK Manisa        | jan 2017  | 2017-2018 |
| CS Volei Alba-Blaj          | mars 2018 | mai 2018  |
| OK Tent                     | 2018-2019 | 2018-2019 |
| Eczacıbaşı İstanbul         | fév 2019  | mai 2019  |

## Palmarès

### Équipe nationale
- Championnat d'Europe
  - Vainqueur : 2011.
  - Finaliste : 2007.
- Ligue européenne
  - Vainqueur : 2010, 2011.

### Clubs
- Championnat du monde des clubs
  - Vainqueur : 2011.
  - Finaliste : 2012.
- Ligue des champions
  - Finaliste : 2011, 2013, 2018.
- Championnat de Suisse (4)
  - Vainqueur : 2005, 2006, 2007, 2008.
- Coupe de Suisse (4)
  - Vainqueur : 2005, 2006, 2007, 2008.
- Championnat d'Azerbaïdjan
  - Vainqueur : 2011, 2012, 2013, 2014, 2015.

### Distinctions individuelles
- Ligue des champions de volley-ball féminin 2012-2013: Meilleure contreuse.